# Мокрая Перекопка
Мокрая Перекопка — река в России, протекает по Клетскому району Волгоградской области. Левый приток реки Сухая Перекопка. В верхнем течении является пересекающей и носит название Венцы.

## География
Начинается в балке около хутора Венцы, течёт на северо-восток. Впадает в Сухую Перекопку в 11 км от устья последней. Длина реки составляет 17 км, площадь водосборного бассейна — 151 км².

## Данные водного реестра
По данным государственного водного реестра России относится к Донскому бассейновому округу, водохозяйственный участок реки — Дон от впадения реки Хопёр до города Калач-на-Дону, без рек Хопёр, Медведица и Иловля, речной подбассейн реки — Дон между впадением Хопра и Северского Донца. Речной бассейн реки — Дон (российская часть бассейна).
Код объекта в государственном водном реестре — 05010300512107000009217.